# Sankarea
Sankarea (яп. さんかれあ Санкарэа) — манга Мицуру Хаттори, выходящая с 2009 года. В 2012 году вышла аниме-адаптация манги. Восьмого июня 2012 года вышла OVA, входящая в ограниченное издание шестого тома манги и повествующая о том, как ещё до событий, описанных в манге и аниме, главные герои, Тихиро и Рэа, случайно встретились на горячем источнике в горах. Девятого декабря 2012 года запланирован выход ещё одной OVA, которая будет входить в ограниченное издание седьмого тома.

## Сюжет
В прошлом некий Дзёгоро Фуруя разработал особое зелье, позволяющее воскрешать мертвых. Для исследования получившихся зомби была создана организация ZOMA. Как оказалось, зелье несовершенно — для сохранения рассудка зомби должны регулярно принимать яд, лежащий в основе зелья. Но даже в этом случае разложение их тела не остановится, и, спустя две недели, они перестанут различать голод и привязанность.
Сюжет повествует о внуке Дзёгоро, Тихиро Фуруе. Он интересуется всем, что связано с зомби, и мечтает завести подружку-зомби. Однажды он находит записи своего деда, описывающие рецепт воскрешающего зелья. Знания из этой книги Тихиро решает испытать на своем недавно умершем коте. Во время работы над зельем, он знакомится с главной героиней, Рэей Санкой, которая, из-за проблем в семье, мечтает начать новую жизнь. Когда работы над зельем завершены, Рэа пытается отравиться им. Хотя зелье и не убивает её, вскоре Рэа падает со скалы и разбивается насмерть. После этого, благодаря выпитому зелью, она воскрешается как зомби и селится в доме Тихиро.

## Персонажи

### Главные Персонажи
Тихиро Фуруя (яп. 降谷 千紘 Фуруя Тихиро) — главный персонаж. Обожает всё, что связано с зомби, и вместе с Рэей приготовил зелье, воскрешающее мёртвых. Несмотря на то что утверждает, что не интересуется живыми девушками, влюбился в Рэю ещё тогда, когда она была жива.
Сэйю: Рёхэй Кимура
Рэа Санка (яп. 散華 礼弥 Санка Рэа) — главная героиня. Дочь богатого семейства. Ей надоела постоянная опека со стороны её отца, а также то, что он каждый год фотографирует её голой. Поэтому она мечтала начать полностью новую жизнь как обычная девушка. Сбежав от родителей, она направилась в горы. Отец настиг её там, произошла схватка, Рэа оступилась, сорвалась в пропасть, распорола живот об ветки при падении и умерла. Зелье оживило её. Обнаружив, что она стала зомби, Рэа полностью разорвала связи со своей семьей на том основании, что более не является ни дочерью своего отца, ни человеком. Так как воскресившее её зелье было сделано на основе гортензии, Рэа должна регулярно есть её листья. В противном случае она потеряет рассудок и начнёт есть любимых людей. Однако, в отличие от других зомби, она способна сохранить разум даже спустя две недели после смерти. Как показало обследование, причина этому то, что зелье подействовало до полного умирания тела и часть мозга Рэи осталась жива. Все её травмы, полученные до или после смерти, не заживают. Из-за этого она вынуждена жить с распоротым животом. Взаимно ревнует Тихиро к Ранко.
Сэйю: Маая Утида
Ранко Саодзи (яп. 左王子 蘭子 Сао:дзи Ранко) — кузина Тихиро и его близкая подруга. В детстве они постоянно смотрели вместе фильмы про зомби (сейчас она их одалживает). При одном из просмотров Тихиро признался, что хотел бы иметь зомби в качестве подружки, тогда она и поняла, что он серьёзно увлекается зомби. Влюблена в Тихиро, вследствие чего ревновала его к Рэе. Хотя тот и признался, что она не может быть серьёзной конкуренцией по отношению к Рэе, но та до сих пор беспокоится, что девушка-зомби может не сдержать себя и от жажды убьет её кузена.
Сэйю: Саюри Яхаги

### Семья Фуруя
Мэро Фуруя (яп. 降谷 萌路 Фуруя Мэро) — типичная кудэрэ, младшая сестра Тихиро, в отличие от которого увлекается призраками, а не зомби (примечательно, что её брат их как раз побаивается). Она плохо помнит собственную мать, которая умерла, когда Мэро была ещё маленькой. В сохранившихся воспоминаниях поведение мамы Мэро напоминает поведение Рэи, вызванное её природой зомби. Поэтому для Мэро Рэа напоминает её покойную мать. Из-за своего характера она редко проявляет хоть какие-то эмоции, зато хорошо разбирается в характере других. Однажды Рэа высказывала предположение, что она и Мэро — соперницы.
Сэйю: Юка Игути
Дзёгоро Фуруя (яп. 降谷 茹五郎 Фуруя Дзёгоро:) — дед Тихиро. Создатель рецепта воскрешающего зелья. Многое знает о зомби, но редко рассказывает что либо ценное, страдает деменцией вследствие старости и ядов, которые он принимал при исследовании зомби.
Доон Фуруя (яп. 降谷 呶恩 Фуруя Доон) — отец Тихиро и Мэро. Монах в буддийском храме Сирёдзи.
Юдзуна Фуруя (яп. 降谷 柚菜 Фуруя Юдзуна) — покойная мать Мэро и Тихиро.

### Другие Персонажи
Ариа Санка (яп. 散華 亜里亜 Санка Ариа) — мачеха Рэи, директор школы Санка (в которой учится Рэа). До смерти настоящей матери Рэи работала горничной в доме Санка и была претенденткой на сердце Данъитиро. Как и все другие слуги рода Санка, она из уважаемой семьи, и у неё есть высшее образование.
Сэйю: Маюми Асано
Данъитиро Санка (яп. 散華 団一郎 Санка Данъитиро:) — отец Рэи, он очень сильно любит и опекает свою дочь, из-за чего это больше похоже на манию. Постоянно контролирует всю её жизнь, а также фотографирует её и следит за ней, когда она выходит из дома. В каждый день рождения Рэи он фотографирует её в обнаженном виде, мотивируя это тем, что следит за её ростом. Рэе это очень не нравится, поэтому она хочет жить свободно. Ариа Санка объясняет это Тихиро тем, что Данъитиро привязан к своей первой жене, которая умерла во время родов, а Рэя очень на неё похожа.
Сэйю: Унсё Исидзука

## Приём

### Критика
Ребекка Сильверман с сайта Anime News Network, обозревая первый том манги, назвала чтение нервным опытом, который предлагает читателю грусть, надежду, юмор и немного фансервиса, охарактеризовав первый том многообещающим. Обозревая последний том манги, Сильверман назвала финал «достойным» завершением истории, отметив, что рисунок Хаттори постоянно улучшался. Обозревая аниме-адаптацию, Сильверман осталась недовольна финалом, назвав его преднамеренным клиффхэнгером, и посоветовала поклонникам аниме взять последний том манги и узнать, чем завершилась история. 
Терон Мартин, обозревая на Anime News Network аниме с первой по двенадцатую серию, отметил, что сериалу необходим второй сезон.

### Продажи
По данным Oricon, третий том манги разошелся тиражом 24 363 копии, в то время как четвертый — 44 120 копий.

### Комментарии
1. ↑  Известен под псевдонимом Мамору Хатакэяма